# Майлс Пассо, Хуан Баутиста
Хуан Баутиста Майлс Пассо (исп. Juan Bautista Miles Passo; 24 июня 1895, Буэнос-Айрес — 18 декабря 1981, Буэнос-Айрес) — аргентинский игрок в поло. На олимпиаде 1924 года в Париже завоевал золотую медаль в составе аргентинской команды по поло. Участвовал в трёх матчах — против сборных США, Испании и Великобритании, забил всего 4 гола. Эта золотая медаль была единственной золотой медалью сборной Аргентины на этих Олимпийских играх.